# Михай Унгуряну
Михай Ръзван Унгуряну (на румънски: Mihai Răzvan Ungureanu) е румънски историк и политик. Министър-председател на Румъния от 9 февруари до 7 май 2012 г.

## Биография
Той е роден на 22 септември 1968 г. в Яш. През 1992 г. завършва история в Яшкия университет, а през 2004 г. защитава там и докторат. Първоначално преподава в Яшкия университет, а от 1998 г. работи в Министерството на външните работи.
През 2004-2007 г. е министър на външните работи в правителството на Кълин Попеску-Търичану. През 2007 г. оглавява разузнавателната служба и напуска Националната либерална партия. На 9 февруари 2012 г. оглавява като независим политик коалиционно правителство на Демократично-либералната партия, Демократичния съюз на унгарците в Румъния и Националния съюз за напредък на Румъния.
Избран е за втори път от румънския парламент за директор на Службата за външно разузнаване (след номинация на президента Клаус Йоханис от юни 2015 г.). Подава оставка през септември 2016 г., позовавайки се на здравословни причини.
- В Общомедия има медийни файлове относно Михай Унгуряну